# اوشن کنتس
اوشن کنتس (به انگلیسی: Ocean Countess) یک کشتی است که طول آن 537 feet می‌باشد. این کشتی در سال ۱۹۷۴ ساخته شد.